# Єдиний державний реєстр осіб, які вчинили корупційні або пов'язані з корупцією правопорушення
Єдиний державний реєстр осіб, які вчинили корупційні або пов'язані з корупцією правопорушення (Реєстр корупціонерів) — електронна база даних, яка містить відомості про осіб, які вчинили корупційні або пов'язані з корупцією правопорушення в Україні, та про юридичних осіб, до яких застосовано заходи кримінально-правового характеру у зв'язку з вчиненням корупційного правопорушення.
Доступ до реєстру реалізовано на порталі в мережі Інтернет за адресою https://corruptinfo.nazk.gov.ua.
Реєстр ведеться з метою:
1. єдиного обліку корупціонерів;
2. забезпечення проведення спеціальної перевірки стосовно осіб, які претендують на зайняття публічних посад;
3. аналізу відомостей про корупціонерів, з метою визначення сфер з найбільшими корупційними ризиками, а також формування та реалізації державної антикорупційної політики[1].

## Нормативна база
Єдиний державний реєстр осіб, які вчинили корупційні правопорушення, вівся відповідно до статті 18 Закону «Про засади запобігання та протидії корупції» 2009 р. та статті 21 Закону «Про засади запобігання та протидії корупції» 2011 р. На той час його адміністратором було Міністерство юстиції.
14 жовтня 2014 року прийнятий Закон України «Про запобігання корупції», який у статті 59 закріпив необхідність ведення реєстру корупціонерів.
Держателем та Адміністратором реєстру є Національне агентство з питань запобігання корупції (НАЗК); Реєстратором реєстру є самостійний структурний підрозділ апарату Агентства.
Положення про реєстр затверджене НАЗК 09.02.2018 р. Його ведення розпочалося з 4 лютого 2019 року.

## Вміст і наповнення реєстру
Реєстр містить інформацію про осіб, яких притягнуто до кримінальної, адміністративної, дисциплінарної або цивільно-правової відповідальності за вчинення корупційних або пов'язаних з корупцією правопорушень, а також про юридичних осіб, до яких застосовано заходи кримінально-правового характеру у зв'язку із вчиненням корупційного правопорушення.
Доступна інформація:
1. про фізичну особу:
  - прізвище, ім'я, по батькові;
  - місце роботи, посада на час вчинення корупційного або пов'язаного з корупцією правопорушення;
  - склад корупційного або пов'язаного з корупцією правопорушення;
  - вид покарання (стягнення);
  - спосіб вчинення дисциплінарного корупційного проступку;
  - вид дисциплінарного стягнення;
2. про юридичну особу:
  - найменування;
  - юридична адреса, код в Єдиному державному реєстрі юридичних осіб та фізичних осіб — підприємців;
  - склад корупційного правопорушення, у зв'язку з вчиненням якого застосовано заходи кримінально-правового характеру;
  - вид застосованих заходів кримінально-правового характеру.

Зазначені відомості не належать до конфіденційної інформації про особу та не можуть бути обмежені в доступі.
Реєстр безоплатний, доступний цілодобово через офіційний вебсайт НАЗК. Його розроблено спільно з Міністерством цифрової трансформації та за підтримки проекту USAID/UK aid «Прозорість та підзвітність в державному управлінні та послугах/TAPAS».
Відомості з реєстру надаються у вигляді витягу та інформаційної довідки. Зокрема, передбачена функція самостійного безоплатного отримання довідки юридичними особами — учасниками публічних закупівель. Довідка стосовно юридичних осіб формується на основі даних, вказаних в ЕЦП юридичної особи, шляхом пошуку в реєстрі за найменуванням юридичної особи, кодом в ЄДРПОУ, ідентифікаційним кодом юридичної особи іншої країни (для нерезидентів).
Зареєстрований користувач-фізична особа може отримати довідку стосовно себе на основі персональних даних, вказаних у його ЕЦП (кваліфікованому електронному підписі).
Підставою для внесення реєстратором відомостей про особу, яку притягнуто до відповідальності за вчинення корупційного або пов'язаного з корупцією правопорушення, є:
1. електронна копія судового рішення, яке набрало законної сили, з Єдиного державного реєстру судових рішень;
2. засвідчена в установленому порядку паперова копія розпорядчого документа про накладення дисциплінарного стягнення.

Вилучити дані з реєстру можна лише в разі скасування вироку чи постанови про накладення адміністративного стягнення, відновлення пропущеного строку на апеляційне оскарження, винесення виправдувального вироку.
| Категорія запису                 | Кількість |
| -------------------------------- | --------- |
| ∎ Кримінальні правопорушення     | 15138     |
| ∎ Адміністративні правопорушення | 29396     |
| ∎ Дисциплінарні правопорушення   | 1961      |
| ∎ Без категорії                  | 64        |
| Всього                           | 46559     |

| · за кримінальними правопорушеннями (32.5%) за адміністративними правопорушеннями (63.1%) за дисциплінарними правопорушеннями (4.2%) без зазначення категорії справи (0.1%) |

## Тимчасове закриття Реєстру
З початком повномасштабного вторгнення Росії НАЗК обмежило доступ до Реєстру на підставі відповідної постанови Уряду. Водночас, відсутність доступу до інформації з нього значно ускладнювало діяльність державних органів та інших організацій, зокрема при призначенні претендентів на відповідні посади, здійсненні публічних закупівель та інших правочинів тощо. Тому доступ був відновлений 4 вересня 2023 року.